# Кабот, Хавьер
Хавьер Кабот Дуран (исп. Javier Cabot Durán, кат. Xavier Cabot i Duran, 27 сентября 1953, Барселона, Испания) — испанский хоккеист (хоккей на траве), полевой игрок. Серебряный призёр летних Олимпийских игр 1980 года.

## Биография
Хавьер Кабот родился 27 сентября 1953 года в Барселоне.
Начинал играть в хоккей на траве за «Барселону», затем перешёл в барселонский «Поло». В его составе восемь раз выигрывал чемпионат Каталонии (1974—1975, 1977—1979, 1981, 1983—1984), семь раз — Кубок Короля (1974, 1976, 1979—1983), пять раз — чемпионат Испании (1977—1978, 1980—1982).
В 1979 году в составе сборной Испании завоевал серебряную медаль хоккейного турнира Средиземноморских игр в Сплите.
В 1980 году вошёл в состав сборной Испании по хоккею на траве на летних Олимпийских играх в Москве и завоевал серебряную медаль. Играл в поле, провёл 4 матча, мячей не забивал.
В 1984 году вошёл в состав сборной Испании по хоккею на траве на летних Олимпийских играх в Лос-Анджелесе, занявшей 8-е место. Играл в поле, провёл 7 матчей, мячей не забивал.
В течение карьеры провёл за сборную Испании 94 матча.
В 1988 году завершил игровую карьеру.

## Семья
Происходит из хоккейной семьи. Отец Рикардо Кабот (1917—2014) и старший брат Рикардо Кабот (род. 1949) также выступали за сборную Испании по хоккею на траве. Рикардо Кабот-старший в 1948 году участвовал в летних Олимпийских играх в Лондоне. Рикардо Кабот-младший в 1980 году выиграл серебряную медаль на летних Олимпийских играх в Москве, также участвовал в Олимпиадах 1976 и 1984 годов.